# بلايني سومنر
بلايني سومنر (بالإنجليزية: Blaine Sumner)‏ هو رافع أثقال ‏ أمريكي، ولد في 22 يونيو 1987 في Conifer, Colorado ‏ في الولايات المتحدة.